# Qualificazioni al campionato mondiale di calcio 2014 - UEFA - Fase a gironi, gruppo B

## Classifica
| Squadra   | Pt | G  | V | N | P | GF | GS | DR  |
| --------- | -- | -- | - | - | - | -- | -- | --- |
| Italia    | 22 | 10 | 6 | 4 | 0 | 19 | 9  | +10 |
| Danimarca | 16 | 10 | 4 | 4 | 2 | 17 | 12 | +5  |
| Rep. Ceca | 15 | 10 | 4 | 3 | 3 | 13 | 9  | +4  |
| Bulgaria  | 13 | 10 | 3 | 4 | 3 | 14 | 9  | +5  |
| Armenia   | 13 | 10 | 4 | 1 | 5 | 12 | 13 | -1  |
| Malta     | 3  | 10 | 1 | 0 | 9 | 5  | 28 | -23 |

## Risultati

### 1ª giornata
| Arbitro: | Rene Eisner |

|  |           |              |
|  | Marcatori | 70’ Sarkisov |

| Arbitro: | Martin Atkinson |

|                         |           |                  |
| Manolev 30’ Milanov 66’ | Marcatori | 36’, 40’ Osvaldo |

| Copenaghen 8 settembre 2012, ore 20:15 UTC+2 | Danimarca      | 0 – 0 referto | Rep. Ceca | Parken Stadium (24 004 spett.)\| Arbitro: \| Wolfgang Stark \| |
| Arbitro:                                     | Wolfgang Stark |               |           |                                                                |

### 2ª giornata
| Arbitro: | Stephan Studer |

|             |           |  |
| Manolev 43’ | Marcatori |  |

| Arbitro: | Antti Munukka |

|                        |           |  |
| Destro 5’ Peluso 90+2’ | Marcatori |  |

| Arbitro: | Anar Salmanov |

|                                    |           |            |
| Selassie 34’ Pekhart 52’ Rezek 67’ | Marcatori | 38’ Briffa |

### 3ª giornata
| Arbitro: | Marijo Strahonja |

|                |           |                                           |
| Mxit'aryan 28’ | Marcatori | 11’ (rig.) Pirlo 64’ De Rossi 82’ Osvaldo |

| Arbitro: | Tony Chapron |

|             |           |              |
| Rangelov 7’ | Marcatori | 40’ Bendtner |

| Praga 16 ottobre 2012, ore 20:00 UTC+2 | Rep. Ceca            | 0 – 0 referto | Bulgaria | Stadion Letná (16 163 spett.)\| Arbitro: \| Vladislav Bezborodov \| |
| Arbitro:                               | Vladislav Bezborodov |               |          |                                                                     |

### 4ª giornata
| Arbitro: | Damir Skomina |

|                                          |           |             |
| Montolivo 33’ De Rossi 37’ Balotelli 54’ | Marcatori | 45+1’ Kvist |

| Arbitro: | Eitan Shemeulevitch |

|                                                      |           |  |
| Tonev 3’, 38’, 58’ Popov 47’ Gărgorov 55’ Ivanov 78’ | Marcatori |  |

| Arbitro: | Manuel de Sousa |

|  |           |                                    |
|  | Marcatori | 57’ Cornelius 67’ Kjær 82’ Zimling |

### 5ª giornata
| Arbitro: | Cristian Balaj |

|  |           |                            |
|  | Marcatori | 47’, 81’ Vydra 90+3’ Kolář |

| Arbitro: | Fırat Aydınus |

|           |           |                    |
| Agger 63’ | Marcatori | 51’ (rig.) Manolev |

| Arbitro: | Serdar Gözübüyük |

|  |           |                          |
|  | Marcatori | 8’ (rig.), 45’ Balotelli |

### 6ª giornata
| Arbitro: | Arnold Hunter |

|  |           |           |
|  | Marcatori | 8’ Mifsud |

| Praga 7 giugno 2013, ore 20:45 UTC+2 | Rep. Ceca         | 0 – 0 referto | Italia | Generali Arena (18 235 spett.)\| Arbitro: \| Svein Oddvar Moen \| |
| Arbitro:                             | Svein Oddvar Moen |               |        |                                                                   |

| Arbitro: | Aleksej Nikolaev |

|  |           |                                              |
|  | Marcatori | 1’, 59’ Movsisyan 19’ Özbiliz 82’ Mxit'aryan |

### 7ª giornata
| Arbitro: | Carlos Velasco Carballo |

|               |           |  |
| Gilardino 38’ | Marcatori |  |

| Arbitro: | Antony Gautier |

|             |           |                             |
| Rosický 70’ | Marcatori | 30’ Mkrtčyan 90+2’ Ġazaryan |

| Arbitro: | Anastasios Sidīropoulos |

|            |           |                                   |
| Failla 38’ | Marcatori | 2’ Andreasen 53’ (aut.) Camilleri |

### 8ª giornata
| Arbitro: | Jonas Eriksson |

|                                    |           |           |
| Chiellini 51’ Balotelli 54’ (rig.) | Marcatori | 19’ Kozák |

| Arbitro: | Bas Nijhuis |

|  |           |                  |
|  | Marcatori | 73’ (rig.) Agger |

| Arbitro: | Alexandru Tudor |

|             |           |                          |
| Herrera 78’ | Marcatori | 9’ Dimitrov 59’ Gărgorov |

### 9ª giornata
| Arbitro: | Stéphane Lannoy |

|                   |           |                            |
| Bendtner 45’, 79’ | Marcatori | 28’ Osvaldo 90+1’ Aquilani |

| Arbitro: | Matej Jug |

|            |           |                                                |
| Mifsud 47’ | Marcatori | 3’ Hübschman 34’ Lafata 51’ Kadlec 90’ Pekhart |

| Arbitro: | Felix Brych |

|                             |           |           |
| Özbiliz 45+1’ Movsisyan 87’ | Marcatori | 61’ Popov |

### 10ª giornata
| Arbitro: | Michael Oliver |

|                            |           |                             |
| Florenzi 24’ Balotelli 76’ | Marcatori | 5’ Movsisyan 70’ Mxit'aryan |

| Arbitro: | Viktor Kassai |

|  |           |            |
|  | Marcatori | 52’ Dočkal |

| Arbitro: | Aleksandar Stavrev |

|                                                           |           |  |
| Rasmussen 8’, 74’ Agger 11’, 74’ Bjelland 28’ Nielsen 84’ | Marcatori |  |

## Statistiche

### Classifica marcatori
5 gol
- Mario Balotelli

4 gol
- Daniel Agger
- Yura Movsisyan
- Pablo Osvaldo

3 gol
- Stanislav Manolev
- Aleksandăr Tonev
- Nicklas Bendtner
- Henrix Mxit'aryan

2 gol
- Aras Özbiliz
- Emil Gărgorov
- Ivelin Popov
- Morten Rasmussen
- Matěj Vydra
- Tomáš Pekhart
- Daniele De Rossi
- Michael Mifsud

1 gol
- Geworg Ġazaryan
- Kaṙlen Mkrtčyan
- Artur Sarkisov
- Radoslav Dimitrov
- Ivan Kamenov Ivanov
- Georgi Milanov
- Dimităr Rangelov

1 gol (cont.)
- Daniel Kolář
- Libor Kozák
- Jan Rezek
- Tomáš Rosický
- Theodor Gebre Selassie
- Tomáš Hübschman
- David Lafata
- Václav Kadlec
- Bořek Dočkal
- Leon Andreasen
- Andreas Cornelius
- Simon Kjær
- William Kvist
- Niki Zimling
- Andreas Bjelland
- Nicki Bille Nielsen
- Alberto Aquilani
- Giorgio Chiellini
- Mattia Destro
- Alessandro Florenzi
- Alberto Gilardino
- Riccardo Montolivo
- Federico Peluso
- Andrea Pirlo
- Roderick Briffa
- Clayton Failla
- Edward Herrera

Autoreti
- Ryan Camilleri (pro Danimarca)